# Fernando Lamas
Fernando Lamas (Buenos Aires, 9 de Janeiro de 1915 — Los Angeles, 8 de Outubro de 1982) foi um ator argentino.

## Biografia
Trabalhou em mais de 25 filmes na Argentina, na Espanha e na Itália até chegar em Hollywood em 1951, onde fez mais de 30 filmes.
Durante as filmagens de Dangerous When Wet, estrelado por Esther Williams, se apaixonou pela atriz e eles se casaram em 1963. Antes, Fernando foi casado com a também atriz Arlene Dahl com quem teve um filho que se tornou ator também, Lorenzo Lamas.
Além do cinema ele participou de muitas séries para a TV como Mannix, SWAT e Starsky and Hutch.